# José Murcia González
José Murcia González (Córdoba, 3 de diciembre de 1964), más conocido como Pepe Murcia, es un entrenador español de fútbol.            

## Trayectoria

### Jugador
Los primeros años de Pepe Murcia en el fútbol tuvieron lugar en equipos de base de Córdoba. Así, a partir de 1977 jugó en los infantiles y cadetes del CD Alcázar. En 1980, a los dieciséis años, firma por el Zoco CF, en el que permanece dos temporadas. En 1982 se incorpora al equipo amateur del Córdoba CF donde permanece dos temporadas, incorporándose en 1984 a otro club cordobés, el CD Egabrense.
En la temporada 1985/86, ficha por el Real Jaén, con el que debuta en la Segunda División B. Al año siguiente ficha por el Córdoba CF, para marchar más tarde al CF Valdepeñas (temporada 1988/89) y de nuevo al Córdoba CF. En 1990 se incorpora a la UP Plasencia y a continuación al Martos CD para terminar su carrera deportiva, tras una grave lesión de rodilla, la temporada 1991/92 en el Santaella CF.

### Entrenador
En 1992, el mismo año en que una lesión le obliga a abandonar su carrera como jugador, Pepe Murcia comienza a entrenar. Lo hace como técnico de las categorías de base del CD Alcázar, el mismo en que se inició como jugador años atrás. También en el fútbol base dirige en los años siguientes al Séneca CF y al conjunto juvenil del Córdoba CF al que hace subcampeón  de División de Honor de juveniles y clasifica por primera vez para octavos de final de la Copa del Rey, siendo eliminado por el Real Madrid
Ya como técnico profesional, dirige a partir de 1997 al Córdoba CF "B", con el que dos años más tarde asciende desde Primera Regional a Tercera División. Continuará al frente del filial hasta que en la temporada 2001/02 se hace cargo de la primera plantilla del equipo cordobés en Segunda División, a la que dirigió durante dos meses.
Durante ese tiempo estabiliza al equipo en la zona media y clasifica para cuartos de final de la Copa del Rey tras eliminar al Mallorca de Etoo e Ibagaza a doble partido. Las desavenencias y disparidades con la presidencia precipitaron su salida y la posibilidad de hacer una temporada muy buena. El detonante la eliminación en Copa.
Tras cinco años en el conjunto de su ciudad natal, en la temporada 2002/03 ficha por el Cartagonova FC, al que dirigió en Segunda B tan solo unas semanas, siendo contratado en 2003 por el Atlético de Madrid. Experiencia cartagenera my marcada por la desastrosa gestión de un presidente como Luis Oliver hizo que un grupo llamado a ser una revelación se convirtiera, en una temporada llena de situaciones adversas, en un gran grupo humano.
En el conjunto madrileño dirigió a su equipo filial, el Atlético de Madrid "B", durante tres temporadas, con el que llegó a ser campeón de liga, último en hacerlo en la tercera categoría del fútbol español; hasta que mediada la 2005/06, es nombrado entrenador del primer equipo tras el cese de Carlos Bianchi. Mejoró los resultados de su predecesor, incluyendo una racha de 6 victorias consecutivas, pero no bastó para entrar en competiciones europeas.
Finalizada la temporada, se desvincula del equipo rojiblanco y comienza su andadura al frente de diversos clubes en la Segunda División. Así, en los años siguientes dirigirá sucesivamente al Xerez CD (con el que inicialmente obtuvo buenos resultados pero se desplomó en la segunda vuelta de la Liga), CD Castellón (con el que rozó el ascenso al terminar quinto en Segunda), Celta de Vigo (fue destituido por tener al equipo en la segunda mitad de la clasificación cuando el objetivo era ascender), Albacete Balompié, experiencia de  cinco meses con la presión de no ser el entrenador deseado por la prensa y ser víctima de la atmósfera alrededor de un club que acabó en concursal y disputando la salvación en el último encuentro tras tres técnicos. Unión Deportiva Salamanca (sólo 2 meses).
En agosto de 2011, Pepe Murcia se comprometió por dos temporadas con el FC Brasov, de la Liga I de Rumanía, pero abandonó el club apenas unos días después debido a un accidente cardiovascular de su esposa, lo que le supuso el retorno a España de una manera urgente.
En junio de 2014, fue contratado por el Levski Sofia, pero rescindió su contrato de mutuo acuerdo con el club tras sólo dos meses debido a una serie de problemas internos.
En junio de 2016, fue presentado como nuevo preparador del FC Legirus Inter de Finlandia.  Su etapa en el club finlandés se vio llena de éxitos siendo campeón de Kolmonen y ascendiendo a Kakkonen. Consigue el campeonato de Regions Cup y clasifica al equipo por primera vez para la Suomen Cup. La exitosa etapa comenzada en junio de 2016 se ve truncada debido a una parada cardiorrespiratoria, muerte súbita, y tras 25 días en coma se recupera y vuelve a la disciplina del club hasta mayo de 2017. Acuerda su salida para acabar su recuperación.
Posteriormente, dirigió al Al-Shahaniya de Catar durante 3 temporadas, logrando un ascenso a Primera División en su primer año al frente del equipo y una 7.ª posición en el segundo, siendo nominado como uno de los tres mejores entrenadores de la temporada 18/19.
Permaneció hasta finalizar la temporada 2019/20
El 28 de febrero de 2021, se convirtió en el entrenador del CS Sfaxien de la Primera División de Túnez. Sin embargo, los graves problemas económicos del club, durante la temporada 2020/21, privaron de poder conseguir la Confederation Cup tras brillante clasificación para cuartos de final, sin conocer la derrota.
En julio de 2021, firma por el club catarí del Al Muaither SC, al que dirige hasta el 6 de noviembre de 2023, consiguiendo su segundo ascenso, particular con diferente club en Qatar, durante la temporada 22/23. Comienza una nueva relación contractual con Al Wakrah SC desde diciembre de 2023, pactado, hasta final de temporada consiguiendo la 4ª posición en la QSL que da, un año más, al club la posibilidad de jugar AFC Champions la próxima temporada.

## Clubes

### Jugador
| Club                 | País   | Años      |
| -------------------- | ------ | --------- |
| Córdoba CF 'Amateur' | España | 1982-1984 |
| Egabrense CF         | España | 1984-1985 |
| Real Jaén            | España | 1985-1986 |
| Córdoba CF           | España | 1986-1988 |
| CF Valdepeñas        | España | 1988-1989 |
| Córdoba CF           | España | 1989-1990 |
| UP Plasencia         | España | 1990-1991 |
| Martos CD            | España | 1991      |
| Santaella CF         | España | 1991-1992 |

### Entrenador
| Club                   | País      | Año          | P   | PG  | PE | PP | % v.  |
| ---------------------- | --------- | ------------ | --- | --- | -- | -- | ----- |
| CD Alcázar             | España    | 1992-1994    | 50  | 22  | 13 | 15 | 44    |
| Séneca CF              | España    | 1994-1996    | 60  | 30  | 13 | 17 | 50    |
| Córdoba CF juvenil     | España    | 1996-1997    | 32  | 18  | 3  | 11 | 56,25 |
| Córdoba CF "B"         | España    | 1997-2001    | 199 | 103 | 53 | 43 | 51.76 |
| Córdoba CF             | España    | 2001-2002    | 13  | 6   | 4  | 3  | 46.15 |
| Cartagonova FC         | España    | 2002         | 1   | 1   | 0  | 0  | 100   |
| Atlético de Madrid "B" | España    | 2003-2006    | 100 | 46  | 26 | 28 | 46    |
| Atlético de Madrid     | España    | 2006         | 21  | 9   | 6  | 6  | 42.86 |
| Xerez CD               | España    | 2006-2007    | 36  | 15  | 8  | 13 | 41.67 |
| CD Castellón           | España    | 2007-2008    | 24  | 11  | 7  | 6  | 45.83 |
| Celta de Vigo          | España    | 2008-2009    | 30  | 10  | 10 | 10 | 33.33 |
| Albacete Balompié      | España    | 2009-2010    | 15  | 4   | 4  | 7  | 26.67 |
| UD Salamanca           | España    | 2010-2011    | 9   | 2   | 2  | 5  | 22.22 |
| FC Brasov              | Rumania   | 2011         | 3   | 1   | 0  | 2  | 33.33 |
| Levski Sofia!          | Bulgaria  | 2014         | 3   | 1   | 1  | 1  | 33.33 |
| FC Legirus Inter       | Finlandia | 2016-2017    | 23  | 19  | 1  | 3  | 82,60 |
| Al-Shahaniya           | Catar     | 2017-2020    | 73  | 20  | 27 | 26 | 42.5  |
| CS Sfaxien             | Túnez     | 2020-2021    | 18  | 3   | 13 | 2  | 16.67 |
| Al Muaither SC         | Catar     | 2021-2023/24 | 53  | 21  | 13 | 19 | 39,6  |
| Al Wakrah SC           | Catar     | 2023-2024    | 9   | 4   | 2  | 3  | 44,4  |
| Al Shahaniya           | Catar     | 2024-2025    | 11  | 5   | 1  | 5  | 45,45 |